# Charlotte Classic 1972
Il Charlotte Classic 1972 è stato un torneo di tennis giocato sulla terra verde. È stata la 2ª edizione del torneo, che fa parte del Virginia Slims Circuit 1972. Si è giocato a Charlotte negli USA dal 12 al 17 settembre 1972.

## Campionesse

### Singolare
Billie Jean King ha battuto in finale  Margaret Smith Court con il punteggio di 6–2, 6–2

### Doppio
Françoise Dürr /  Betty Stöve e  Margaret Smith Court /  Lesley Hunt hanno condiviso il titolo